# Albert Ballu
Albert Ballu (n. 1 iunie 1849, Paris - d. 1939) a fost un arhitect francez, fiul lui Théodore Ballu (1817-1885) arhitect-șef al Parisului. S-a retras din activitate în 1921
În 1868, la vârsta de 19 ani, a fost admis la Școala de Belle Arte (l'école des Beaux Arts), apoi și-a consolidat formarea profesională în studioul lui Auguste-Joseph Magne.

## Activitatea profesională
După încheierea studiilor, i se acordă mai multe premii de arhitectură, pentru proiectul Facultății de medicină și farmacie din Bordeaux și pentru proiectul palatului de Justiție din Charleroi.
Timp de 30 de ani a fost arhitect șef al Algeriei, unde a participat la săpăturile arheologice de la Tebessa și Timgad.
S-a ocupat de restaurarea multor clădiri laice și biserici din Franța
Este autorul proiectului pentru Palatul de Justiție din București.

### Scrieri
- Tour de solidor à Saint-Servan (Ille-et-Vilaine): état actuel et restitution au XIVe siècle de la tour et de ses abords, 8 p., Aux bureaux de la construction moderne, 1886.
- Le monastère byzantin de Tébessa, 38 p., Ernest Leroux, 1897.
- Les ruines de Timgad (antique Thamugadi), vol 1, 243 p., Ernest Leroux, 1897
- Les ruines de Timgad (antique Thamugadi), vol 2, 243 p., Ernest Leroux, 1903
- Ruines de Djemila (antique Cuicul), par Albert Ballu, architecte en chef des monuments historiques de l'Algérie, Impr.-libr. Jules Carbonel, 73 p., , 1921.